# Iryna Tsvila
Iryna Volodymyrivna Tsvila (en ukrainien : Ірина Володимирівна Цвіла ; 29 avril 1969 - 25 février 2022) est une enseignante ukrainienne, militante politique et photographe, qui a participé à la guerre russo-ukrainienne et à la bataille de Kiev.

## Biographie
Après avoir reçu une formation pédagogique, elle travaille à l'école internationale de Kiev « Meridian » jusqu'en 2006.
En 2014, elle se porte volontaire pendant la guerre du Donbass au sein du bataillon Sich. Elle sert ensuite pour la brigade de garde nationale de réponse de l'armée ukrainienne. Irina Tsvila a été tuée le 25 février 2022, lors de la bataille de Kiev, lors d'un assaut blindé par les troupes russes,,,.

## Art
Pendant la révolution ukrainienne de 2014 et la guerre russo-ukrainienne, elle se consacre à la photographie, organisant une exposition personnelle dans le village de Svyatopetrovsky en 2017. Elle est également impliquée dans l'écriture, en participant à la publication du livre Voices of War. Histoires d'anciens combattants,.

## Vie privée
Irina Tsvila est mariée. Son mari est également mort pendant la bataille de Kiev,.